# 拉佩特羅尼拉峰
8°51′52″N 70°45′16″W / 8.864539°N 70.754418°W
拉佩特羅尼拉峰（西班牙語：Cerro La Petronila），是委內瑞拉的山峰，位於該國西部梅里達州，屬於梅里達內華達山脈中庫拉塔山脈的一部分，海拔高度3,708米，北面有卡尼亞達塞拉達峰和彼德拉內格拉峰。